# L'Aranyó (Pinell de Solsonès)
L'Aranyó és una masia al terme municipal de la Molsosa, a la comarca catalana del Solsonès. Es tenen referències de la masia des del segle xvii, i, tot i que no es conserven dates inscrites en les parets de la casa aquesta fou reformada al llarg del segle xviii tal com ho mostren alguns elements arquitectònics propis d'aquesta època com ara la gran cisterna d'aigua.
Està situada a 608 m d'altitud S'hi accedeix a través d'una pista forestal, i trobem masses forestals a menys de 50 metres de la casa.

## Descripció
És una casa de planta pràcticament quadrangular, que consta de una planta baixa més dos pisos superiors. Té un baluard situat al vessant est i dins del qual hi ha dos coberts. A la façana nord hi trobem dos petits contraforts a un cobert annex actualment enrunat. A la façana sud de la casa hi ha una gran cisterna d'aigua circular que ocupa tota la llargada de la casa. L'entrada principal és a la façana est i s'hi accedeix a través del baluard. Els materials de construcció son: pedra, calç i ciment. La teulada té dues vessants i esta coberta amb teula àrab. A la façana nord hi ha una eixida.
A més a més, hi trobem 2 coberts situats en el baluard i la cisterna d'aigua.